# Herfroy
Hérifrid (en latin Herifridus) ou Herfroy, vénérable, est le 39e évêque d'Auxerre de 887 à 909 ou 910.

## Biographie

### Famille, éducation
Né à Chartres, il est le fils d'un autre Herfroy, originaire d'une famille noble des côtes de Basse-Bretagne, et d'Hisemberge issue d'une famille chartraine. Il est parent de Gautier (dit Walterius), évêque d'Orléans de 869 à 892. Il est tonsuré à Chartres et y reçoit sa première instruction à l'école capitulaire. Ensuite son parent l'évêque Gautier l'appelle près de lui et l'introduit au palais de l'empereur Charles le Gros. Hérifrid s'y distingue par son sérieux. Quand le siège épiscopal d'Auxerre est vacant, l'empereur désigne Hérifrid pour l'occuper. 

### Épiscopat
Nommé en mai 887, il est consacré le 29 août suivant à l'abbaye de Nesle-la-Reposte par Gautier archevêque de Sens. On ignore pourquoi la cérémonie est ainsi différée et déplacée. Ensuite l'archevêque Gautier l'installe lui-même à Auxerre le 8 septembre.

#### Incendie de 887
Toujours en 887, un incendie catastrophique réduit en cendres une bonne part de la ville, y compris la cathédrale (composée alors de trois églises placées de front : Notre-Dame-de-la-Cité, Saint-Étienne et Saint-Jean) et le palais épiscopal. 
Plutôt que de retrouver une demeure pour lui-même, Hérifrid se contente jusqu'à sa mort d'un petit logis et fait reconstruire de son vivant en priorité les trois églises du quartier cathédral, ainsi que celle de Saint-Clément qui se trouvait sur le côté sud de Saint-Étienne ; cependant Saint-Clément est rebâtie non plus en église mais en simple oratoire. Le palais épiscopal est restauré seulement avec son successeur Gaudry (év. 918-933). Herfroy est assisté dans ses travaux et sa gestion par un dénommé Hermenbert, prêtre de Gurgy ; un riche laïc du nom de Wulfage donne un fief vers Sens pour financer la reconstruction de Saint-Étienne.
Souffrant sévèrement de la goutte, aussi bien aux pieds qu'aux mains, il finit perclus de tous ses membres. Sa Vie rapporte à ce propos un entretien qu'il a à Appoigny avec Rithuée, évêque de Troyes, où ils parlent d'une fontaine d'eau minérale située à proximité.

### Décès
La fin de sa vie est marquée de maladies. Il meurt le 23 octobre 909, ayant beaucoup souffert sur la fin, et ayant fait beaucoup de dons aux églises de son diocèse. Il est le second évêque d'Auxerre à être inhumé dans les murs de la ville, devant l'autel de l'église Notre-Dame-de-la-Cité qu'il avait fait rebâtir. Bien que son épiscopat ait été assez long, il semble qu'il n'assiste qu'à un seul concile, avec quinze autres évêques : celui qui se tient dans l'église Saint-Liphard de Meung-sur-Loire en 891, convoqué par le roi Eudes.

## Source
- Jean Lebeuf, Mémoire concernant l’histoire ecclésiastique et civile d’Auxerre, vol. 1, 1743, 886 p. (présentation en ligne). Vie de Hérifrid : pp. 197-203.